# Carlo Giuliano
Carlo Giuliano (Napoli, 1831 – 1895) è stato un orafo italiano.
Nato nel Regno delle due Sicilie e precisamente a Napoli nel 1831, dopo aver iniziato a lavorare nell'oreficeria di Alessandro Castellani si trasferì a Londra per aprire una succursale della Casa Castellani.
Lasciò Castellani nel 1867 e lavorò per le principali gioiellierie londinesi come Robert Phillips, Harry Emanuel, Hunt & Roskell, e Hancocks & Co. A quel tempo, gli scavi archeologici in Grecia ed in Egitto portarono, tra l'aristocrazia e la borghesia, la moda di motivi classici e rinascimentali nell'abbigliamento e nella gioielleria. Da ciò nacque una passione per gli spettacolari gioielli neo-classici, creati da Giuliano, che lo resero famoso. 
Colpito dai gioielli e dagli smalti rinascimentali, Giuliano ne adottò le tecniche e le linee. Le gemme facevano parte della creazione, più che costituire un punto focale ed i tagli a brillante furono messi in secondo piano rispetto ai cabochons. Nel 1874, raggiunto un notevole successo, Giuliano aprì un proprio negozio in Piccadilly. . Quando morì, si ricordò di tutti coloro che avevano contribuito alla sua ascesa: ad ogni devoto cliente lasciò, per testamento, un gioiello. Al governo inglese regalò una sbalorditiva collezione di pezzi che furono collocati al Victoria and Albert Museum. Purtroppo questi furono rubati nel 1899 ed oggi rimangono solo dei piccoli esempi a ricordo dell'originale splendore.